# Rolf Karbach

Rolf Karbach

Rolf Karbach, vor Namensänderung im April 1936 Jakob Karbach (* 9. April 1908 in Ems; † 15. März 1992 in Ellern) war ein deutscher Politiker (NSDAP), Architekt und Heimatschriftsteller.

## Leben und Wirken
Nach dem Besuch der Volksschule absolvierte Rolf Karbach eine Maurerlehre in Koblenz. Ergänzend dazu wurde er an der Berufsschule und anschließend von 1925 bis 1929 an der höheren Bauschule in Bingen zum Hochbauingenieur ausgebildet. Anschließend verdiente er seinen Lebensunterhalt von 1929 bis 1931 als Bauführer in Darmstadt.
Zum 7. August 1925 trat Karbach in die NSDAP (Mitgliedsnummer 13.213) und Juni desselben Jahres in die SA ein. In der letzteren übernahm er das Amt eines SA-Pressewartes und leitete zeitweise den SA-Sturm 115 in Darmstadt. Von Juni 1931 bis 1932 fungierte er als Gaupropagandaleiter im Gau Koblenz-Trier. Hinzu kamen Aufgaben als Gauredner.
Nach 1933 wurde Karbach Bezirksjugendpfleger der Regierung Koblenz und Trier.  Bei der Hitlerjugend (HJ) machte er Karriere und wurde zunächst 1931 zum Bannführer und 1932 zum Oberbannführer befördert. Mit Unterbrechungen war Karbach von 1933 bis 1945 Gebietsführer der Hitlerjugend (HJ) Koblenz-Trier, ab 1942 in Moselland umbenannt. Von 1933 bis 1935 war er Beauftragter der HJ im Saargebiet. Zusätzlich ab 1942 mit der Führung des HJ-Gebiets Westmark betraut, wurde er im April 1942 zum HJ-Obergebietsführer ernannt.
Des Weiteren wurde Karbach Ende März 1933 zum Gebietssportführer ernannt und war als Protagonist der NS-Sportpropaganda Hauptredner bei großen Sportveranstaltungen.
Im November 1934 wurde er zum Ratsherren der Stadt Koblenz ernannt. Von März 1936 bis zum Ende der NS-Herrschaft im Frühjahr 1945 saß Karbach zudem als Abgeordneter für den Wahlkreis 21 (Koblenz-Trier) im nationalsozialistischen Reichstag.
Karbach nahm als Leutnant der Reserve ab 1940 am Zweiten Weltkrieg teil und wurde während des Westfeldzuges verwundet. Er wurde 1941 mit dem Eisernen Kreuz I. und II. Klasse ausgezeichnet. Zudem war er Inhaber des Goldenen Ehrenzeichens der NSDAP und der HJ. Nach dem um den Monatswechsel August/September 1944 kriegsbedingt erfolgten Rückzug von NS-Funktionären aus dem besetzten Luxemburg reichte Karbach u. a. bei Adolf Hitler, Heinrich Himmler und Martin Bormann eine mehrseitige schriftliche Beschwerde über Gauleiter Gustav Simon ein.
Bei der Schutzstaffel (SS) tat Karbach sich gegen Kriegsende als geistiger Urheber des Unternehmens Balduins hervor, einer Testoperation für die von der SS nach einer deutschen Kriegsniederlage als Unternehmen Werwolf ins Auge gefassten Guerillaaktionen.
In der Bundesrepublik Deutschland war er von 1949 bis zu seinem Eintritt in den Ruhestand 1974 Geschäftsführer und Gesellschafter des Unternehmens Holzindustrie Hunsrück GmbH Mathias Tenhaeff in Ellern. Danach betätigte er sich als Heimatdichter.